# Enitsa Peak
Der Enitsa Peak (englisch; bulgarisch връх Еница wrach Eniza) ist ein 2500 m hoher, spitzer und felsiger Berg in der nordzentralen Sentinel Range des Ellsworthgebirges im westantarktischen Ellsworthland. Er ragt 5 km nordöstlich des Mount Giovinetto, 5,6 km östlich des Mount Viets, 7,9 km westlich des Mount Jumper, 4,23 km nordwestlich des Versinikia Peak und 4,85 km nördlich des Evans Peak aus einem Gebirgskamm auf, der sich vom Mount Giovinetto über eine Länge von 9,15 km in nordöstlicher Richtung erstreckt. Der Rumjana-Gletscher liegt südöstlich und der Deljo-Gletscher nordwestlich von ihm.
US-amerikanische Wissenschaftler kartierten ihn 1961 und 1988. Die bulgarische Kommission für Antarktische Geographische Namen benannte ihn 2014 nach der Ortschaft Eniza im Norden Bulgariens.